# Glasstrut

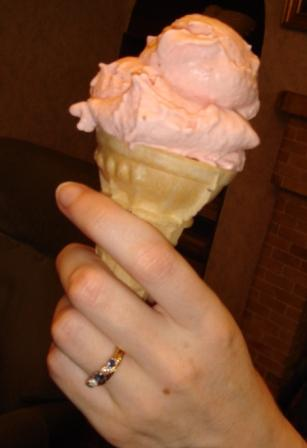
Glasstrut.

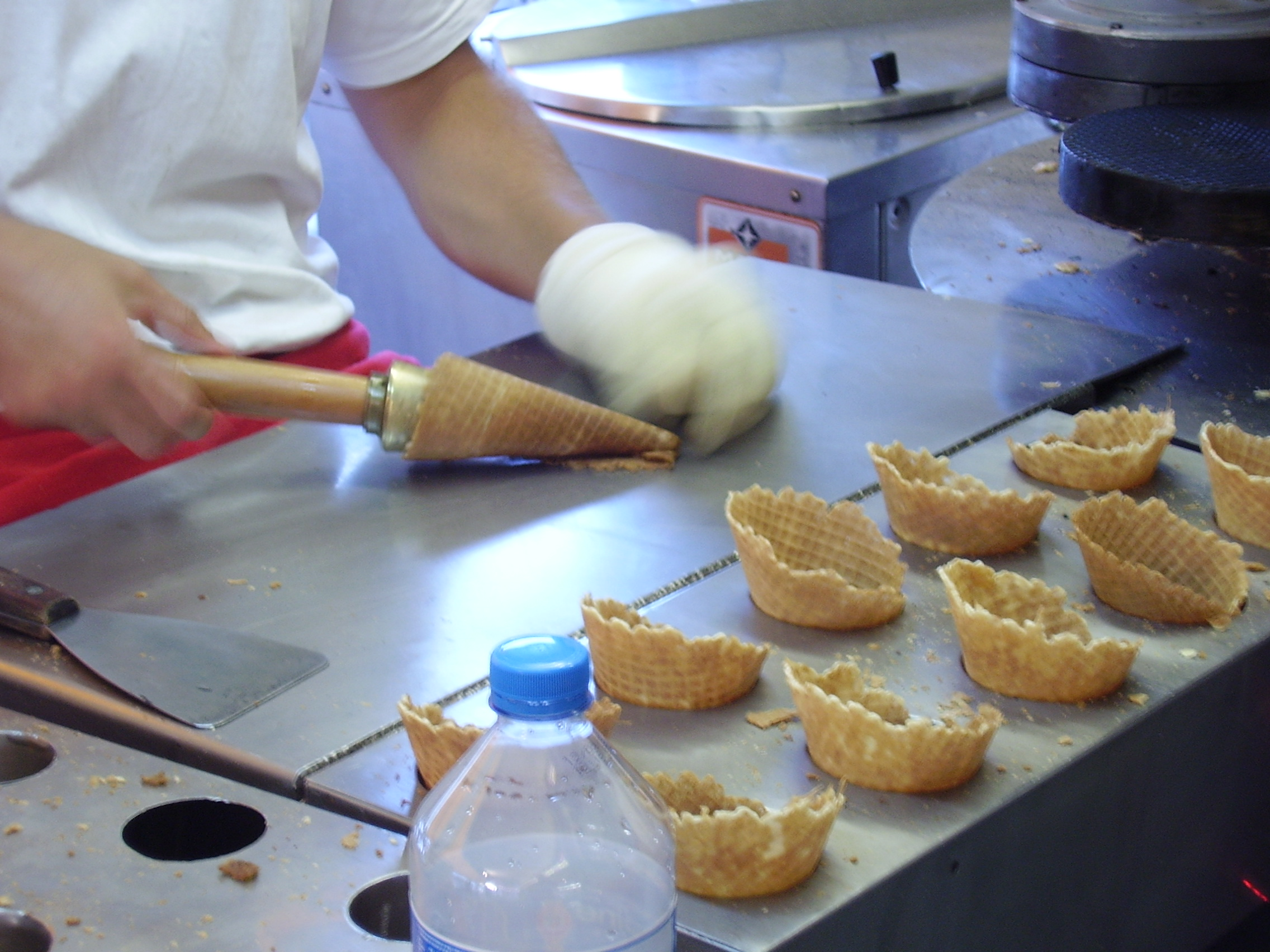
Tillverkning av våffelstrutar.

Glasstrut är en glass serverad i ett konformat rån (kan även avse själva rånet), vilket gör att man kan äta glassen som den är utan att behöva servera den i bägare, på tallrik eller på pinne. Glasstrutar förekommer i glasskiosker och i glassfrysen i vanliga livsmedelsbutiker.
Våffelstrut, våffla eller rån är ett alternativ till glasstrut. Den är tydligt rutmönstrad på utsidan, har en smak som påminner om våfflor och säljs även i livsmedelsbutiker så att man kan fylla den själv med valfritt innehåll.

## Historia
Under 1800-talet serverades glass i porslinsskålar, både i USA och Europa. På Världsutställningen i Saint Louis 1904 var det premiär för våffelstrutar fyllda med sylt och grädde. När sylten tog slut fylldes strutarna med glass istället och så hade glasstruten fått sitt genombrott.